# Parthenicus utahensis
Parthenicus utahensis är en insektsart som beskrevs av Knight 1968. Parthenicus utahensis ingår i släktet Parthenicus och familjen ängsskinnbaggar. Inga underarter finns listade i Catalogue of Life.